# Blomsterfunkia
Blomsterfunkia (Hosta Fortunei-Gruppen) är en grupp i familjen agaveväxter. Tidigare har gruppen accepterats som art, H. fortunei, men studier har visat att gruppen består av ett antal mer eller mindre besläktade sorter som troligen uppstått i kultur. Inga vildväxande plantor som matchar gruppens medlemmar har hittats.
Det är i regel medelstora till stora sorter med blad i olika form och färgkonstellationer. Blommorna är vanligen lila, ibland doftande.

## Sorter
'Fortunei Hyacinthina' är den vanligast förekommande sorten, men ytterligare ett par hundra sorter kan associeras till gruppen, exempelvis:
| - 'Academy Redundant' (S. Chamberlain 1998) - 'Alaskan Halo' (Peter Ruh 1997) - 'Allegan Fog' (K. Herrema/P. Ruh 2000) - 'Alley Oop' (Alex Malloy 2001) - 'Alleyne Cook' (A. Cook/D. Hodgson 2003) - 'Anne' (G. Heemskerk 2005) - 'Anticipation' (Savill Gardens) - 'Antioch' (Cynthia Tompkins/Hofer/Ruh 1979) - 'Aoki' (Siebold ex Bailey 1915/AHS 1987) - 'Aoki Variegated' - 'Arctic Halo' - 'Arctic Rim' (Ransom Lydell 1993) - 'Arctic Sunset' (P. & J. Ruh 2005) - 'Banana Sundae' (Eldren W. Minks 1980) - 'Bensheim' (Zieke/H. Klose 1982) - 'Brass Horn' (Walden West/J. Hyslop/C. Purtymun 1999) - 'Camouflage' (Chatto) - 'Candy Striper' (R. Woodford 2000) - 'Carol' (Frances Williams/AHS 1986) - 'Cathy's Clown' (Chick Wasistis) - 'Chelsea Babe' (Eric Smith/BHHS 1988) - 'Confused' (R. Beal 1999) - 'Crown Royalty' (Fairway Enterprises 1990) - 'Crowned Imperial' (Walters Gardens 1988) - 'Dorothy' (Williams/AHS 1986) - 'Double Dutch' - 'Dragon Wings' (W. Lefever 1996) - 'Elizabeth Campbell' (BHHS 1988) - 'Ellerbroek' (N. Hylander/P. Ellerbroek/P. Ruh 1996) - 'Emerald Crust' (T&Z Nursery/Mark Zilis 1988) - 'Emma Miriam Brown' (Fox Hollow Farm/D. Foglia 2006) - 'Fisher Cream Edge' (E. Fisher 1960/P. Ruh 1992) - 'Fools Gold' (Europe/R. Bowden/P. Ruh 2002) - 'Fortunei Aoki Streaked' - 'Fortunei Aoki Variegated' - 'Fortunei Aurea' (Hylander 1954/AHS 1987) - 'Fortunei Aureomaculata' - 'Fortunei Glauca' - 'Fortunei Viridis' (AHS 1987) - 'Francee' (Minnie Klopping/AHS 1986) - 'Freckles' (Viette/Summers) - 'Freising' (Hermann Müssel 1970/Heinz Klose 1977) - 'Fuzzy' (Winterberry) - 'Ghostface' (Stuart Asch 2000) - 'Gold Haze' (Eric B. Smith/BHHS 1988) - 'Gold Leaf' (Eric B. Smith/BHHS 1988) - 'Gold Standard' (Pauline Banyai 1976) - 'Goldbrook' (Sandra Bond 1989) - 'Golden Age' (Eric B. Smith/BHHS 1988) - 'Golden Crown' - 'Golden Picture' (Herb Benedict 1995) - 'Goldsmith' (Eric B. Smith/BHHS 1988) - 'Goosebumps' (E. Elslager 1998) - 'Granary Gold' (Eric B. Smith/BHHS 1988) - 'Green Gold' (Mack/Savory/AHS 1986) - 'Green Hills on the Lake' (Ran Lydell) - 'Green Ripples' (Frances Williams/Connie Williams 1986) - 'Hadspen Rainbow' (Eric Smith) - 'Helen Field Fisher' (Eldren W. Minks 1970) - 'Heliarc' (Kuk's Forest 1986) - 'Holiday White' (Fairway Enterprises 1990) - 'Hyacinthina' (Hylander/AHS) - 'Iceland' (Eric Smith) - 'Iona' (Lavender/Chappell/BHHS 1988) - 'Itasca' (Arthur H. Johnson 1974) - 'Iva Delight' (P. & G. Lisik 2003) - 'Janet' (Shugart/Russ O'Harra 1981) - 'Jester' (Europe) - 'Joker' (van Vliet/Klijn en Co.Holland) - 'Julia' (Peter White 1994) | - 'Karen Marie' - 'Kifukurin Renge' (Japan/Comfrey) - 'Kiwi Treasure Trove' (H. Redgrove/B. Sligh 1999) - 'Klopping Variegated' (Klopping/Peter Ruh 1988) - 'La Vista' (Walters Gardens 1988) - 'Lady Lou' (Meissner) - 'Lemon Crust' (Mark Zilis/Bob Solberg 2002) - 'Leviathan' (Elizabeth Nesmith/AHS 1986) - 'Lightning Bay' (Trucks) - 'Marion Bachman' (L. Bachman 1992) - 'Marla' (D. Courtney 2003) - 'Mary Marie Ann' (Lawrence D. Englerth 1982) - 'Maya' (Meissner/A. Summers 1965/P. Ruh 1996) - 'Moerheim' (Wayside Gardens/Moerheim) - 'Nancy Lindsay' (Diana Grenfell/BHHS 1988) - 'Neat Splash' (Paul Aden 1978) - 'New Moon' (Ran Lydell 1995) - 'Niko' - 'North Hills' (Alex Summers/AHS 1986) - 'Oriana' (E. Smith/Eason 1966) - 'Owen Online' (R. Snyder 1998) - 'Phyllis Campbell' (Maxted/BHHS 1988) - 'Primavera Primrose' (Diane Grenfell) - 'Raindance' - 'Raven' (Robert P. Savory 1993) - 'Rays of Sunshine' (Fairway Enterprises 1990) - 'Revelations' (E. Moore 1993) - 'Rhapsody' (Hatfield 1988) - 'Rocky Road' (Robert P. Savory 1988) - 'Ron Damant' (Richard and Mary Ford 2004) - 'Rossing's Pride' (R. Rossing 1993) - 'Royal Flush' (Robert P. Savory 1985) - 'Royal Quilt' (Caprice Farm Nursery 1988) - 'Sarah Farmer' (Burton W. F. Trafton Jr. 1975) - 'Seneca' (M. Tobey/A. Malloy/S. Chamberlain 2000) - 'Sharmon' (Thomas Donahue/AHS 1986) - 'Sheila West' (Colin West) - 'Shogun' (Paul Aden) - 'Silver Crown' - 'Snowden' (Eric B. Smith 1972/BHHS 1988) - 'Special Item' (Eunice Fisher/P. Ruh 1999) - 'Spinners' (Eric Smith /BHHS 1988) - 'Sprengeri' - 'Starlight' (Mervin C. Eisel 1973) - 'Sundance' (Walters Gardens 1984) - 'Sundancer' (Leo Berbee) - 'Sydney's Spunk' (R. Keller 2007) - 'Thea' (Barcock/Netta Statham/Goldbrook Plants 1985) - 'Thelma M. Pierson' (Robert G. Pierson 1988) - 'Tucker Blues' (Ray B. Stephens 1990) - 'Twilight' (G. Van Eijk-Bos/Van Buren/Van Erven 1997) - 'Twilight Zone' (A. Haskell/A. Malloy 1999) - 'Viette's Yellow Edge' (Viette/Summers/ AHS 1986) - 'Wayne' (G. Krossa/P. Ruh 1999) - 'Whirlwind' (John Kulpa 1989) - 'White Christmas' (Gus Krossa 1971/Palmer/Ruh 1999) - 'White Edged Sharmon' (Stark Gardens) - 'White Gold' (England) - 'Zager's White Edge' (H. A. Zager/Lucille Simpers 1980) |

### Webbkällor
- Schmid, W.G. The Hosta Library
- Wikimedia Commons har media som rör Blomsterfunkia.